# Ambassade d'Inde en Guinée
L'ambassade d'Inde en Guinée est la principale représentation diplomatique de l'Inde en république de Guinée.

## Historique des ambassadeurs
| N° | Nom et prénoms | Début           | Fin      |
| -- | -------------- | --------------- | -------- |
| 1  | Avatar Singh   | 13 janvier 2023 | En cours |